# Política de Cuba
Cuba possui um sistema político socialista desde 1961, baseado no princípio de "um Estado – um partido". Cuba é constitucionalmente definida como uma república socialista marxista-leninista de partido único com poderes semipresidenciais. A atual Constituição de Cuba, aprovada em um referendo em 2019, também descreve o papel do Partido Comunista de Cuba como a "força dirigente da sociedade e do Estado", com a capacidade de estabelecer políticas nacionais, sendo o cargo de Primeiro-Secretário do Partido Comunista a posição mais poderosa em Cuba. A Constituição de 2019 identifica os ideais representados pelo herói da independência cubana José Martí e pelo líder revolucionário Fidel Castro como a base principal do sistema político de Cuba, destacando também a influência das ideias de Marx, Engels e Lenin.
O presidente de Cuba é Miguel Díaz-Canel, que sucedeu Raúl Castro como Primeiro-Secretário do Partido Comunista de Cuba em 2021. Díaz-Canel é o primeiro presidente da Cuba comunista que não pertence à família Castro. O poder executivo é exercido pelo governo, representado pelo Conselho de Ministros, liderado pelo Primeiro-Ministro de Cuba. O poder legislativo é exercido através da Assembleia Nacional do Poder Popular, unicameral, constituída como a autoridade máxima do Estado. Desde 10 de outubro de 2019, Miguel Díaz-Canel é o presidente e Manuel Marrero é o Primeiro-Ministro de Cuba. O presidente anterior do Conselho de Estado foi Raúl Castro, irmão do ex-líder Fidel Castro; Raúl Castro permaneceu como Primeiro-Secretário do Partido Comunista de Cuba e Comandante-em-Chefe das Forças Armadas Revolucionárias até 19 de abril de 2021. Fidel Castro governou de 1959 a 2006, quando uma doença o forçou a transferir o poder para seu irmão. Esteban Lazo Hernández é o presidente da Assembleia Nacional.
Cientistas políticos caracterizam o sistema político de Cuba como um regime autoritário de partido único, onde a oposição política não é permitida e ativamente suprimida. Há eleições em Cuba, mas elas não são consideradas democráticas ou livres. De acordo com os índices de democracia V-Dem, Cuba é o segundo país menos democrático em termos eleitorais na América Latina. A censura de informações (incluindo restrições ao acesso à internet) é extensa e o jornalismo independente é reprimido no país. Repórteres Sem Fronteiras caracteriza Cuba como um dos piores países do mundo em termos de liberdade de imprensa.

## Organização política

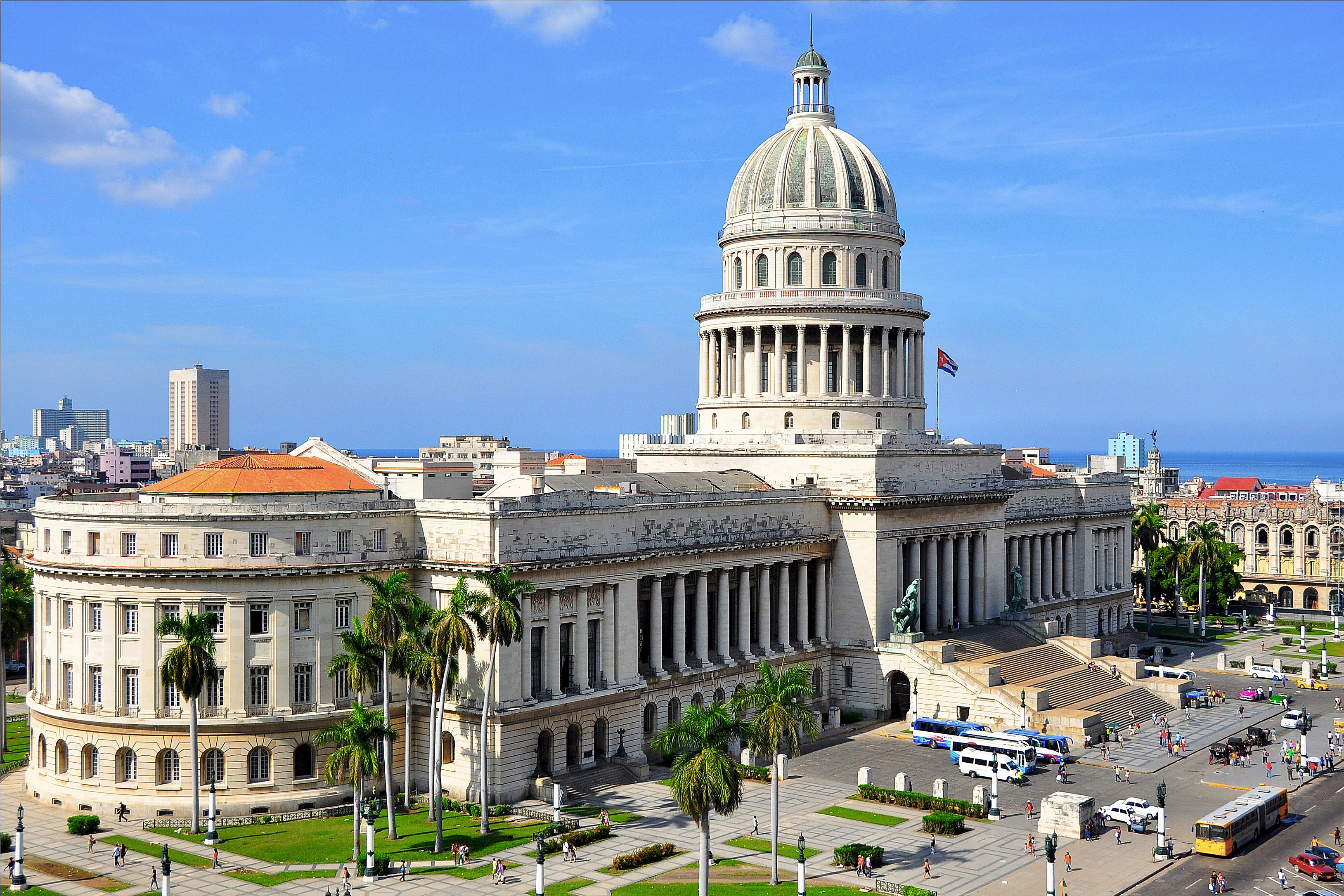
Capitólio de Havana, sede da Assembleia Nacional do Poder Popular.

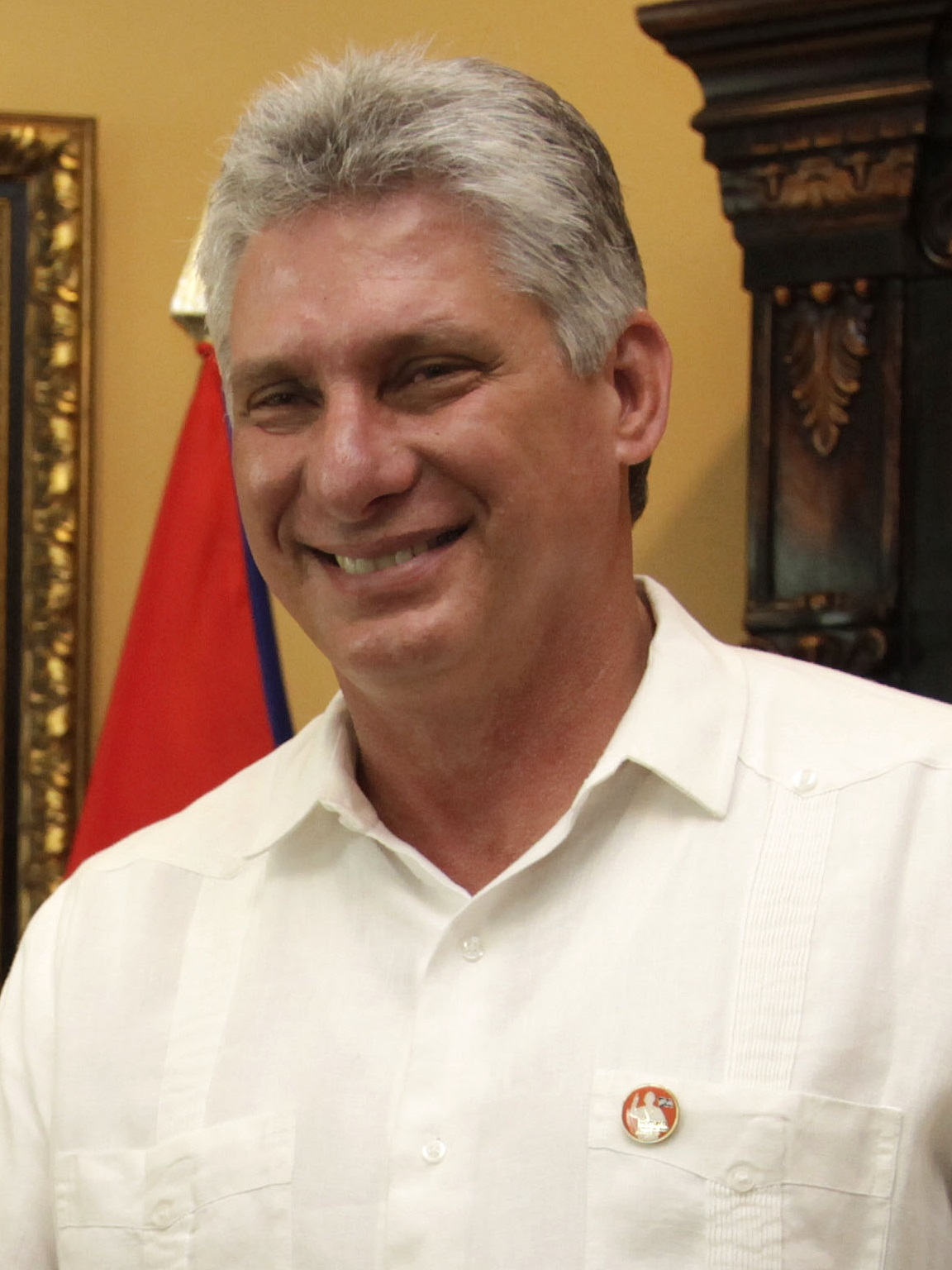
Miguel Diaz-Camel, atual presidente de Cuba; desde 19 de abril de 2018

O governo é dividido em três poderes: Executivo, Legislativo e Judiciário.
O Poder Executivo se compõe do Conselho de Estado e do Conselho de Ministros. O presidente do Conselho de Estado é o presidente de Cuba. O atual presidente, Miguel Diaz-Canel, ex-vice-presidente de Raúl Castro, exerce também os cargos de presidente do Conselho de Ministros, primeiro-secretário do Politburo e do Comitê Central do Partido Comunista de Cuba (PCC) e Supremo General das Forças Armadas (Exército, Marinha e Força Aérea). O antecessor de Miguel, Raúl Castro é o sucessor de seu irmão Fidel Castro, que ocupava o cargo de primeiro-secretário do Comitê Central do Partido Comunista de Cuba, o de presidente dos Conselhos de Estado e de Ministros (equivalente a presidente da República), e governava desde 1959 como Primeiro-Ministro (chefe de governo) e, a partir de 1976, como Presidente dos Conselhos de Estado e Ministros (chefe de estado e governo) e comandante em chefe das forças armadas. Fidel foi afastado do poder em 1 de agosto de 2006, pela primeira vez desde a vitória da Revolução Cubana, por problemas de saúde. Desde então, seu irmão, Raúl Castro, assumiu interinamente as funções de Fidel. Em 18 de fevereiro de 2008, Fidel Castro anunciou através do jornal oficial do partido, Granma, que tinha decidido se aposentar.
O Poder Legislativo é unicameral, exercido pela Assembleia Nacional do Poder Popular contando atualmente com 614 deputados eleitos para mandatos de 5 anos. A Corte Suprema de Cuba é o mais alto órgão do poder judiciário do país - a corte de apelação de última instância. Ela é subordinada à Assembléia Nacional.
Cuba é dividida em 15 províncias e 168 municípios. Cada província e cada município têm, simultaneamente, uma Assembléia do Poder Popular eleita, e um sistema de cortes judiciais. As cortes municipais são a justiça de primeira instância, enquanto as cortes provinciais cuidam do julgamento de pequenas contravenções penais e causas civeis de conflito, como divórcios, além de servirem como corte de apelação para as sentenças das cortes municipais.
Além dessas organizações formais, o sistema político de Cuba incorpora, em seu processo decisório, um conjunto de organizações populares, tais como o Partido Comunista de Cuba, a Federação Cubana de Mulheres e a Associação Nacional de Pequenos Fazendeiros

## Sistema Municipal
Assembleias Municipais se renovam a cada quatro anos através do voto direto e são revogáveis (Art. 112 da Constituição da República de Cuba). A Assembleia elege Presidente e Vicepresidente. Para seu funcionamento, são criadas comissões de trabalho permanente e as decisões são tomadas por maioria simples de votos. O Conselho Popular é um órgão do Poder Popular local, de caráter representativo, investido da mais alta autoridade para o desempenho das suas funções. Compreende uma demarcação territorial dada, apóia a Assembleia Municipal do Poder Popular no exercício das suas atribuições e facilita o melhor conhecimento e atenção das necessidades e interesses dos habitantes da sua área de ação (Lei 91 de 2000). Os Conselhos Populares são criados em cidades, pueblos, barrios, poblados e zonas rurais. Cada Conselho Popular compreende cinco circunscrições, no mínimo. Excepcionalmente, é possível haver um número menor de circunscrições, por razão de distância das áreas mais povoadas, por dificuldade de comunicação, ou por outras causas que o justifiquem. O Presidente do Conselho Popular e os Vicepresidentes são eleitos entre os delegados das circunscrições que compõem a proposta de um deles. Quando se faça necessário, ao Presidente da Assembleia Municipal corresponde realizar propostas para ditos cargos. A eleição se realiza por votação ordinária e resultam eleitos por maioria de votos os delegados que integram o Conselho Popular.

## Sistema eleitoral-partidário
Sistema eleitoral majoritário, os candidatos e candidatas a delegados das Assembleias Municipais do Poder Popular e dos Conselhos Populares são propostos pelos eleitores e eleitoras. Uma vez eleita e constituída a Assembleia Municipal do Poder Popular, o projeto de candidatura para ocupar os cargos de presidente e Vicepresidente da Assembleia se integra com dois candidatos selecionados entre os delegados da própria Assembleia. Os delegados elegem mediante voto secreto ao seu Presidente e Vicepresidente. Após a eleição destes, o Presidente da Comissão Eleitoral Municipal lhes dá posse (Lei Eleitoral Art. 130 a 134).
Assembleia Nacional: votação direta com sistema de maioria absoluta.
Em 21 de outubro de 2007 realizaram-se em Cuba eleições gerais, com o comparecimento de mais de 8 milhões de eleitores, para eleger os delegados das Assembléias Municipais do Poder Popular. Segundo a ministra da Justiça, María Esther Reus, têm direito a exercer o voto cerca de 8,3 milhões de pessoas, nos 37 749 colégios eleitorais habilitados em 169 municípios.
O governo comunista de Cuba descreve seu processo eleitoral, criado pela constituição de 1976, como sendo um dos mais livres e mais justos do mundo, no qual praticamente qualquer cidadão pode se eleger para o conselho municipal ou para a Assembléia Nacional. O governo norte-americano do presidente Bush e seus aliados, bem como os opositores ao regime de Castro exilados em Miami discordam, e se referem às eleições cubanas como sendo um "exercício cosmético de democracia".

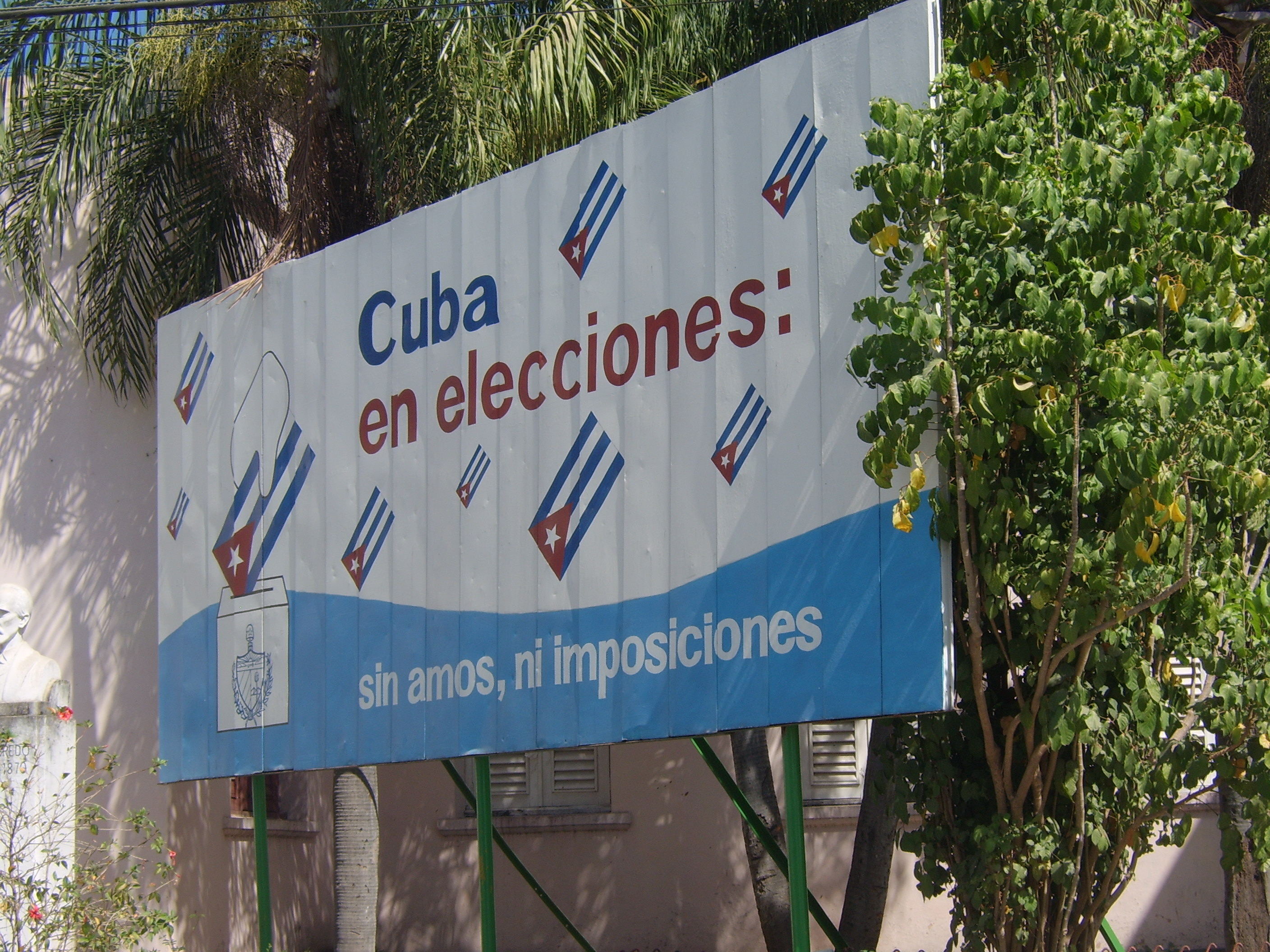
Manifesto eleitoral em Cuba (2008)

Os 15.200 delegados das Assembléias Municipais do Poder Popular, eleitos nas urnas em 21 de outubro de 2007, se constituem nas peças chave do sistema democrático cubano. Foram escolhidos, por votação universal, dentre 37.000 candidatos indicados por seus vizinhos, para representar os governos locais durante dois anos e meio. Além de terem sido indicados pela sua vizinhança, os que forem eleitos ficarão encarregados de cuidar dos problemas dos moradores de seus bairros  e encontrar soluções para suas dificuldades.

Um delegado, que guarda uma certa similaridade com os conselheiros municipais de outros países, tem que prestar contas de sua gestão pelo menos duas vezes por ano, numa assembléia popular. Os delegados ouvem as reclamações, preocupações e sugestões de seus eleitores, marcando um determinado dia da semana para recebê-las.
.

### Partido Comunista de Cuba

#### Primeiro Secretário do Partido Comunista de Cuba

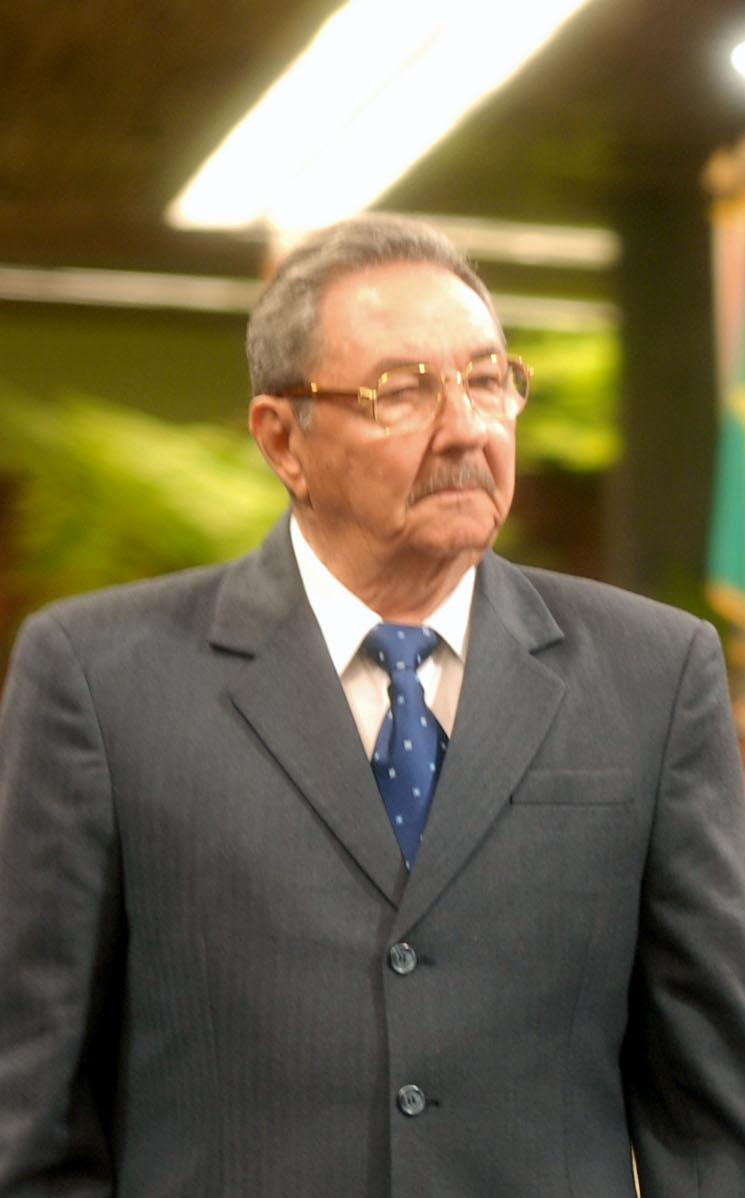
Raúl Castro, presidente de Cuba; de 2008 até 2018

O Primeiro Secretário do Comitê Central do Partido Comunista de Cuba é o gabinete do líder do Partido Comunista de Cuba, partido no poder de Cuba desde 1965. O Primeiro Secretário e o Segundo Secretário, são eleitos em sessões plenárias do Comitê Central para supervisionar a Secretaria Executiva e Politburo.
Até agora, dois homens mantiveram o gabinete:
| Nome              | Termo                                                           | 2º Secretário              |
| ----------------- | --------------------------------------------------------------- | -------------------------- |
| Fidel Castro      | 3 de outubro de 1965 – 19 de abril de 2011                      | Raúl Castro                |
| Raúl Castro       | 19 de abril de 2011 – 19 de abril de 2021 (de facto desde 2006) | José Ramón Machado Ventura |
| Miguel Díaz-Canel | 19 de abril de 2021 – presente                                  | José Ramón Machado Ventura |

#### Os congressos do Partido Comunista Cubano
Os congressos do PCC são convocados pelos líderes ou pela base, quando se julgar necessária uma nova análise da conjuntura interna e externa a fim de mudar as diretrizes para as ações gerais.
O I Congresso foi realizado em dezembro de 1975, o II Congresso em dezembro de 1980, o III Congresso em fevereiro de 1986, o IV em outubro de 1991, o V em outubro de 1997 e o VI no final de abril de 2008.

## Oposição e dissidência
Um acontecimento de grande repercussão na imprensa internacional foi a greve de fome do dissidente Orlando Zapata Tamayo, um pedreiro de 42 anos, que estava preso. Segundo Zapata, a greve foi feita em protesto ao regime castrista, às condições desumanas que alegava ser submetido na prisão e ao estado de outros presos políticos. O episódio suscitou duras críticas a Cuba, em especial dos Estados Unidos e da União Europeia.
Sua greve de fome durou 85 dias, que o levaram à morte no dia 23 de fevereiro de 2010.
Os opositores do regime cubano alegam que Orlando Zapata estava preso por razões políticas, enquanto o governo alegou que o mesmo havia sido preso por crimes comuns, não se tratando de um preso político, além de acusá-lo de fazer parte de uma campanha internacional patrocinada pelos EUA, cuja intenção era desestabilizar o governo local.
O presidente Lula da Silva ao visitar Cuba, foi muito criticado por ter comparado aqueles que se denominam presos políticos em Cuba com os presos comuns do Brasil afirmando que ele "Gostaria que não houvesse (a detenção de presos políticos), mas não posso questionar as razões pelas quais Cuba os deteve, como tampouco quero que Cuba questione as razões pelas quais há pessoas presas no Brasil." Lula também condenou a greve de fome, como instrumento de pressão.
Nós temos que lamentar, por alguém que morreu. E morreu porque decidiu fazer uma greve de fome. Sou contra greve de fome porque fiz e parei a pedido da Igreja Católica brasileira, que não admitia a greve de fome. Se as pessoas tivessem falado comigo ontem (quarta-feira) eu teria pedido para ele parar a greve de fome e quem sabe teria evitado que ele morresse. Depois da minha experiência de greve de fome, pelo amor de Deus ninguém que queira fazer protesto peça para eu fazer uma greve de fome que eu não farei mais— Luiz Inácio Lula da Silva
Como em todo país, há algumas pessoas em Cuba que são contrárias ao regime cubano. Dentre os mais famosos estão  Yoani Sánchez, as Damas de Branco e Guillermo Fariñas.

## Relações externas

### Relações com os Estados Unidos
A política dos Estados Unidos para Cuba se caracteriza por grandes conflitos de interesses que remontam ao governo de Thomas Jefferson, na primeira década do século XIX. As relações conflituosas se aprofundam com a Revolução Cubana de 1959, na qual os revolucionários encabeçados por Fidel Castro Ruz promoveram reformas estatais de cunho socialista que desagradavam os EUA naquele contexto da Guerra Fria. Sobre este ponto:
(…) da mesma forma que Thomas Jefferson, John Quincy Adams pretendia também a anexação de Cuba, por considerá-la parte integrante do continente, a ‘fronteira natural’ dos EUA e fronteira indispensável para sua segurança no Golfo do México. A ideia de anexação contava também com ampla receptividade dentro daquela colônia espanhola, e o movimento para concretiza-la começara por volta na verdade em 1810, quando representantes de hacendados (fazendeiros) e proprietários de escravos cubanos entraram em negociações secretas com o cônsul norte-americano em Havana.— Moniz Bandeira (1998, p. 14)
Os Estados Unidos que desde 1898 vinha apoiando o povo cubano na sua luta pela independência da Espanha, instalou um governo militar na ilha em substituição ao espanhol, tornando a ilha um protetorado americano até 20 de maio de 1902, data em que retirou-se da ilha entregando o poder ao presidente da recém fundada republica cubana.
A Revolução Cubana (1959), liderada por Fidel e Che Guevara, popular teve apoio popular de esquerdistas, liberais e anarquistas, pois os principais ideais dos revolucionários vitoriosos eram a soberania nacional e a soberania popular. Cuba estava então sob o jugo do autoritário e impopular ditador Fulgêncio Batista, que ao ser deposto fugiu para a República Dominicana, levando consigo 40 milhões de dólares de fundos públicos, retirados do tesouro cubano.
Fidel Castro acabou por atrelar-se ao socialismo soviético recebendo apoio do líder soviético na época, Nikita Khrushchov, principalmente na defesa da ilha e na compra do principal produto de exportação de Cuba, o açúcar. Na sua campanha presidencial Kennedy acusou as políticas de Nixon e Eisenhower de "negligência e indiferença", e de terem colaborado para que Cuba entrasse na cortina de ferro Kennedy acusou a administração Nixon-Eisenhower de " não fazer nada durante seis anos enquanto (em Cuba) as condições propícias ao comunismo cresciam—depois de ignorar os repetidos alertas dos embaixadores norte-americanos em Cuba avisando que os comunistas estavam prestes a tomar Cuba.
Eu tinha a maior vontade de entender-me com os Estados Unidos. Até fui lá, falei, expliquei nossos objetivos. (…) Mas os bombardeios, por aviões americanos, de nossas fazendas açucareiras, das nossas cidades; as ameaças de invasão por tropas mercenárias e a ameaça de sanções econômicas constituem agressões à nossa soberania nacional, ao nosso povo”.— Fidel Castro, a Louis Wiznitzer, enviado especial do GLOBO a Havana, em entrevista publicada em 24 de março de 1960. 

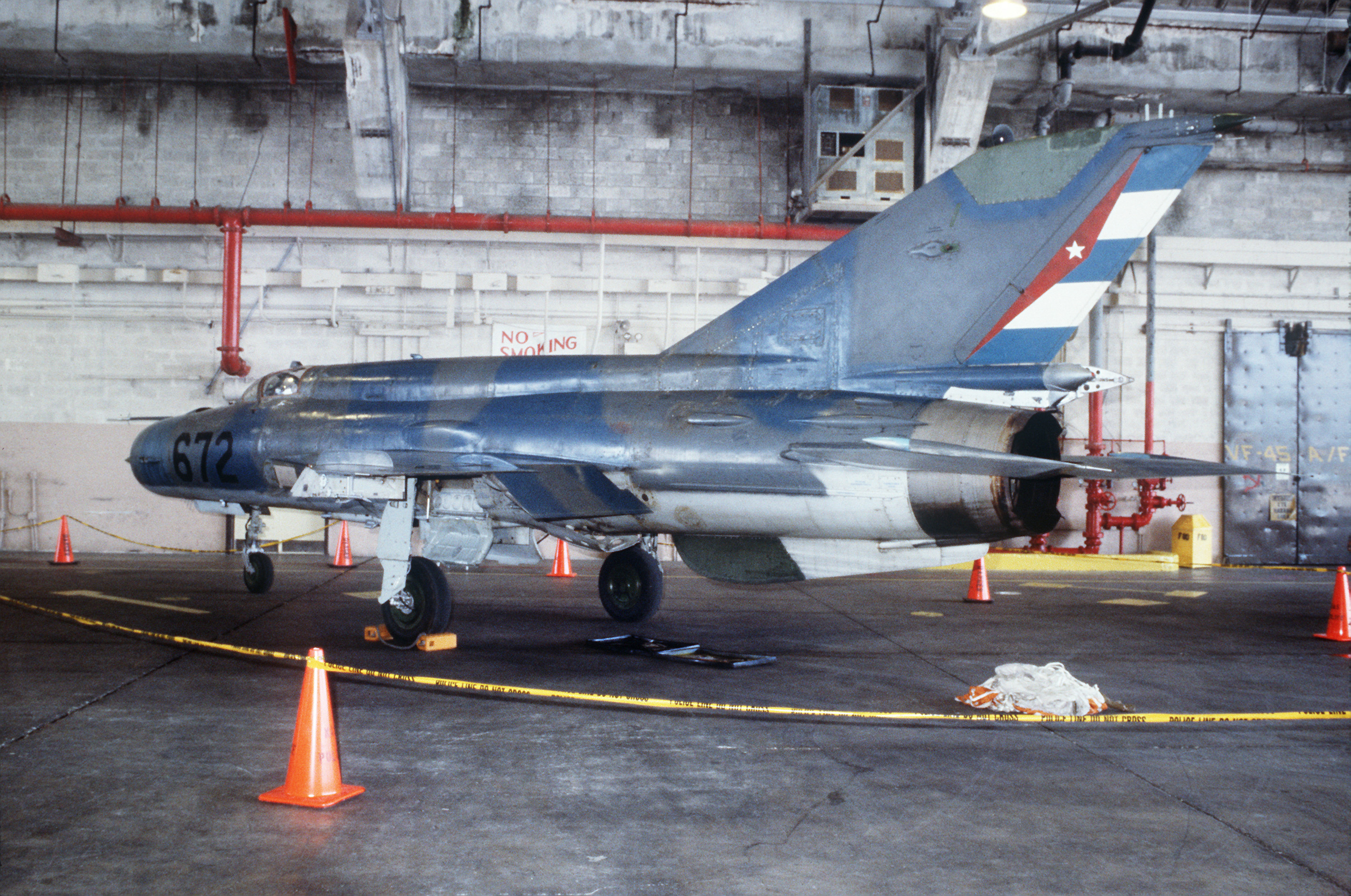
A vista lateral esquerda de um avião de caça MIG-21 cubano dentro VF-45 hangar. Ele foi roubado e levado para Key West em 20 de setembro de 1993 por um piloto desertor

As reformas estatais de cunho socialista promovidas por Fidel Castro, iniciadas em março de 1959 um ano antes da entrevista, desagradaram os EUA no contexto da Guerra Fria. Isto acabou resultando que Cuba e EUA mantivessem relações diplomáticas tensas, marcadas por hostilidades e sanções econômicas, com freqüentes episódios de confronto aberto, que incluem a Operação Mongoose e a Operação Northwoods, além da tentativa fracassada de invasão da ilha, no episódio conhecido como Baía dos Porcos. (Ver também a Crise dos mísseis de Cuba). Essas relações mantém-se tensas  até os dias de hoje, tomando novas características sob os mandatos dois últimos presidentes americanos, Bill Clinton e George Bush, e fica visível nos discursos antiamericanos de Fidel Castro e nas posições diplomáticas dos EUA, que mantém sanções econômicas à ilha castrista, já condenadas por 16 vezes mediante resoluções da Assembleia Geral das Nações Unidas .